# Joseph Elanga
Joseph Elanga Fils (n. Yaundé, Camerún, 2 de mayo de 1979) es un exfutbolista camerunés, que jugaba de defensa y militó en diversos clubes de Camerún, Grecia, Suecia y Dinamarca.

## Selección nacional
Con la Selección de fútbol de Camerún, disputó 17 partidos internacionales y no anotó goles. Incluso participó con la selección camerunés, en una sola edición de la Copa Mundial. La única participación de Elanga en un mundial, fue en la edición de Francia 1998. donde su selección quedó eliminado, en la primera fase de la cita de Francia.

### Participaciones en Copas del Mundo
| Mundial                        | Sede    | Resultado    |
| ------------------------------ | ------- | ------------ |
| Copa Mundial de Fútbol de 1998 | Francia | Primera Fase |

## Clubes
| Club           | País      | Año         |
| -------------- | --------- | ----------- |
| Canon Yaoundé  | Camerún   | 1997 - 1998 |
| PAOK Salónica  | Grecia    | 1998 - 1999 |
| Apollon Pontou | Grecia    | 1999 - 2000 |
| Malmö FF       | Suecia    | 2000 - 2005 |
| Brøndby IF     | Dinamarca | 2006 - 2008 |
| Horsens        | Dinamarca | 2008 - 2009 |
| Malmö FF       | Suecia    | 2009 - 2010 |